# قضب خطي الأوراق
قضب خطي الأوراق (الاسم العلمي:Cadaba linearifolia) هو نوع من النباتات يتبع جنس القضب من الفصيلة القبارية.